# Zyfiás
Zyfiás (Zyfias) är en ort i Grekland.   Den ligger i prefekturen Chios och regionen Nordegeiska öarna, i den östra delen av landet, 210 km öster om huvudstaden Aten. Zyfiás ligger 99 meter över havet och antalet invånare är 166. Den ligger på ön Chios.
Terrängen runt Zyfiás är varierad. Närmaste större samhälle är Chios, 6,6 km nordost om Zyfiás. 